# Жилой дом кооператива «Военный строитель» на Покровке
Жилой дом кооператива «Военный строитель» — здание в Москве (ул. Покровка, д. 7/9-11). Построено в начале 1930-х годов в стиле конструктивизма по проекту архитекторов К. В. Аполлонова и А. Ф. Волхонского. Здание не имеет статуса объекта культурного наследия.

## История
Ранее на пересечении улицы Покровки и Потаповского переулка находились владения Пашковых. В 1928—1935 годах на этой территории был построен жилой комплекс кооператива «Военный строитель» (архитекторы К. В. Аполлонов и А. Ф. Волхонский). Он тянется от Покровки вглубь Потаповского переулка. В комплекс входит также здание, относящееся к Чистопрудному бульвару (д. 12). Корпуса жилого комплекса имеют 6-8 этажей. На первом этаже некоторое время размещалась редакции газет «Красная звезда» и «Боевая подготовка», позднее — издательство «Финансы и статистика». В годы сталинских репрессий многие жившие в этом доме красные командиры были расстреляны.
В одном из корпусов, выходящих на Потаповский переулок жила Ольга Всеволодовна Ивинская, возлюбленная и «муза» Бориса Пастернака. Он часто бывал в её квартире. После присуждения Пастернаку Нобелевской премии в квартире Ивинской собирались его друзья для обсуждения взаимоотношений с властями.